# La Tabacalera de Lavapiés
Tabacalera de Lavapiés (Tabacalera de Lavapiés) o Centro Social Autogestionado La Tabacalera de Lavapiés (Centro Social Autogestionado Tabacalera de Lavapiés) es un conocido centro cultural y social en Madrid, España. Consiste en un gran conjunto de edificios conectados (9200 m2; 97 000 pies cuadrados) en el céntrico barrio de Lavapiés. Los edificios son propiedad del Ministerio de Cultura de España, aunque desde 2010 su uso ha sido cedido a una asociación de base local, y desde entonces está gestionado por una entidad local. El espacio alberga un fab lab, un teatro, varias bandas de música, colectivos de artistas y actividades sociales. Es considerado uno de los principales puntos de actividad cultural de la ciudad, especialmente entre la juventud.

## Historia
El conjunto de edificios era una antigua fábrica de tabacos (Madrid) abandonada por caer en desuso, construida a instancias del rey Carlos III de España en 1781. A partir de 1809, la fábrica fabricaba tabaco, empleando a 6.000 trabajadoras, en un espacio de 30 000 m2 (355 000 pies cuadrados). En 1977, el edificio fue catalogado como Patrimonio Cultural de España, recibiendo la categoría de protección de Bien de Interés Cultural. La fábrica permaneció en funcionamiento hasta la privatización del monopolio público de tabacos Tabacalera en 1999, cuando los edificios propiamente dichos fueron traspasados al Ministerio de Cultura español.
En los siguientes 10 años, el edificio estuvo abandonado, sin uso y sin mantenimiento. Desde su cierre, varios colectivos ciudadanos de Lavapiés se organizaron para reivindicar la finca abandonada para el barrio, como nuevo centro sociocultural. A partir de 2004 se desarrollaron múltiples actividades en el marco del ciclo "Tabacalera A Debate ", con el apoyo de múltiples artistas, personalidades del mundo de la cultura y directores de museos. Finalmente, en 2010, el Ministerio de Cultura firmó un convenio con la asociación ciudadana local SCCPP, arrendando la propiedad por un período anual. En dicho convenio, la Consejería acordó emprender, el “proyecto cultural CSA La Tabacalera de Lavapiés, presentado por la Asociación SCCPP, como una experiencia piloto de interacción social con diferentes actores que puedan estar comprometidos con el desarrollo social, creativo e intelectual de las personas en su comunidad". A finales de 2011 se renovó el convenio, esta vez con la nueva Asociación de Tabacalera de Lavapiés, por 8 años, con cesión de uso de 2 años prorrogables.
Un tercio de su superficie total, 9200 m2 (97 000 pies cuadrados), está dedicado al Centro Social Autogestionado La Tabacalera de Lavapiés (Centro Social Autónomo Tabacalera de Lavapiés).

## Actividades
El centro se basa en cinco principios subrayados en su acuerdo fundacional: autogestión, democracia participativa, apoyo a las prácticas del movimiento por la cultura libre, postura crítica frente a la gestión cultural tradicional, y expresión sociocultural. Como tal, el centro se destacó rápidamente por albergar una gran diversidad de colectivos, centrados en actividades sociales, culturales y artísticas. Por sus principios participativos y de autogestión, se gestiona mediante asambleas abiertas quincenales y comisiones abiertas, y se solicita que los colectivos que acoja sean horizontales y abiertos. Como el centro se suscribe al movimiento por la cultura libre, múltiples colectivos publican sus obras bajo licencias Creative Commons.
El centro tiene un edificio grande y varios edificios más pequeños, un jardín comunitario, un patio, un bar, una biblioteca, una tienda gratuita y un restaurante. Acoge múltiples actividades artísticas, como murales en el marco del Madrid Street Art Project, graffitis urbanos en sus galerías, o exposiciones fotográficas como PHotoEspaña, festival internacional de fotografía y artes visuales de Madrid. Alberga un teatro que ofrece múltiples actividades de artes escénicas, incluyendo teatro, artes circenses, skate, y danza, y cuenta con una amplia gama de colectivos musicales de diferentes culturas, como el reggae o el afro, que organizan conciertos periódicamente. Ofrece talleres para enseñar dibujo, cocina, reparación de bicicletas, costura, serigrafía, temas legales o realización de videos. Regularmente alberga combates de lucha de relevancia internacional, mercados de pulgas, festivales de cine y actividades sociopolíticas como reuniones, debates y conferencias. El centro también es sede de un hackerspace y del fab lab Nave Trapecio.
Tras las manifestaciones del Movimiento 15-M de 2011, la presidenta de la Comunidad de Madrid, Cristina Cifuentes, junto a varios diarios de derecha, criticó al centro social por acoger reuniones de manifestantes y defensores de los derechos de los inmigrantes.

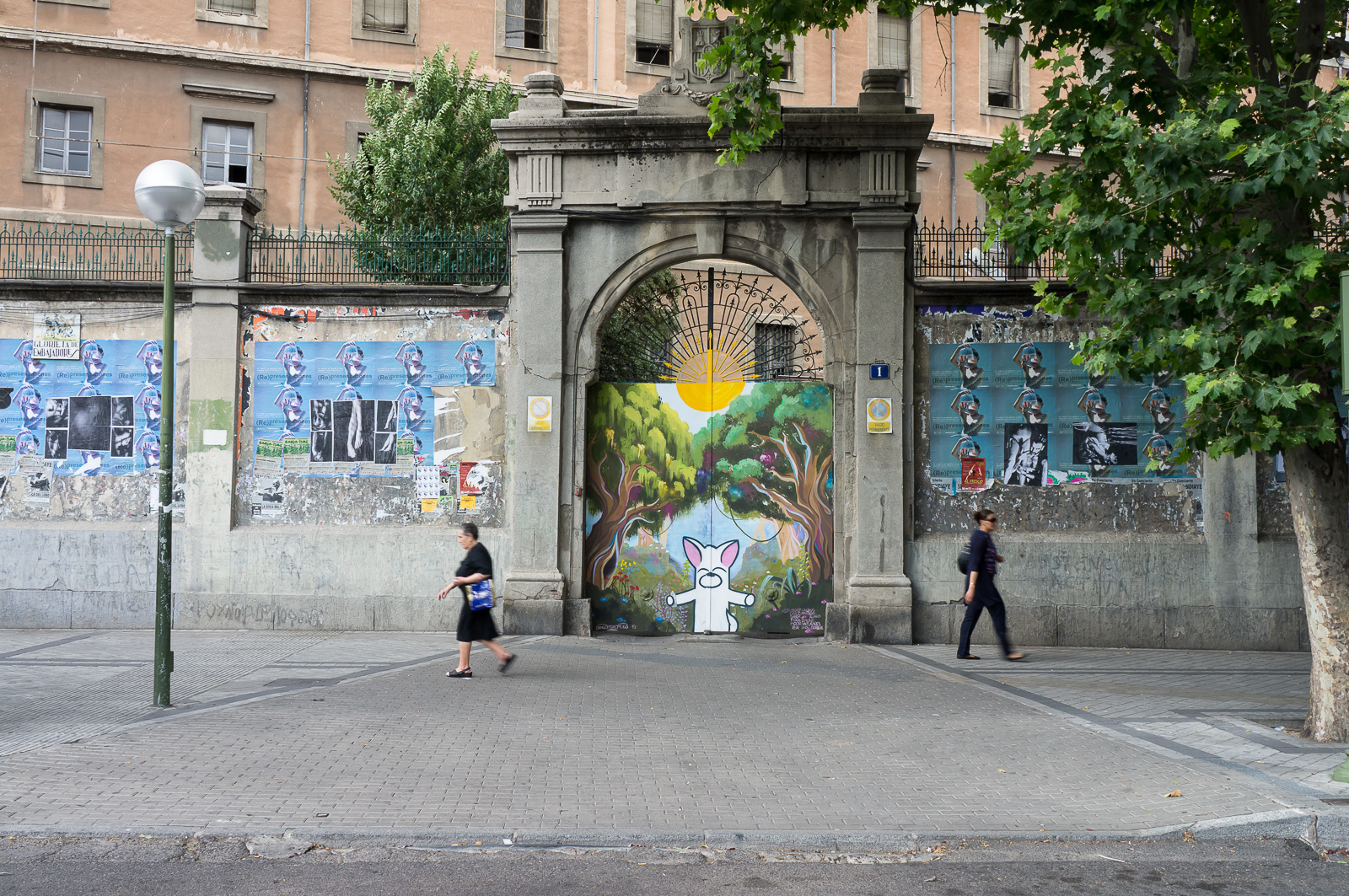
Paredes de Tabacalera - I

## Reconocimiento internacional
La revista Time Out escribió que "Lavapiés cuenta con el mayor número de juntas de vecinos y centros autogestionados de Madrid, la más conocida es La Tabacalera de Lavapiés. Ubicado en una antigua fábrica de tabacos, es un espacio cultural colectivo donde cualquier persona puede presentar una propuesta para montar una exposición, organizar un debate o mostrar un documental que haya realizado. Gracias a centros como este, los eventos culturales son bastante populares en este barrio y siempre apoyados por los lugareños".
La revista Atlas obscuro lo consideró "uno de los ejemplos más llamativos de la diversidad cultural de Madrid" y un "bastión de la democracia" Tanto el New York Times como el Washington Post recomendaron una visita. También ha sido considerado "el espacio de arte más emocionante de Madrid" debido a su "vibrante comunidad artística", y "el espacio culturalmente más diverso de Madrid".